# Августин (Полонский)
Архимандрит Августин (Полонский; около 1791, Полтавская губерния — 6 мая 1865, Калязин) — архимандрит Русской православной церкви, ректор Архангельской и Олонецкой духовных семинарий, настоятель Калязинского монастыря. Профессор богословия.

## Биография
Родился в Полтавской губернии. Закончил Полтавскую духовную семинарию в 1804 года, Киево-Могилянскую академию в 1815 году.
С 1815 года — учитель низшего грамматического класса Полтавской духовной семинарии, с 1816 года — высшего грамматического класса с преподаванием латинского языка, катехизиса, священной истории и грамматики.
С 1817 года преподаватель латинского и греческого языков, катехизиса, священной истории, российской географии, арифметики высшего отделения Полтавского уездного училища.
С 1819 года — эконом и инспектор Полтавской семинарии.
2 декабря 1819 года принял монашеский постриг.
25 января 1820 года рукоположен в иеродьяконы, 1 февраля 1820 года — в иеромонахи.
В 1821 году — награждён набедренником.
17 февраля 1821 года определен смотрителем Полтавских училищ и учителем высшего отделения училища.
1 октября 1820 года — переведен в Полтавскую духовную семинарию учителем гражданской истории и французского языка.
30 сентября 1831 года назначен ректором Архангельской духовной семинарии и профессором богословских наук.
Член Архангельской духовной консистории, Архангельского попечительского комитета о тюрьмах.
31 декабря 1831 года возведён в сан архимандрита.
Архимандрит Онежского крестного монастыря.
С 1835 года — член архангельского статистического комитета.
С 15 июня 1837 года по 30 марта 1852 года — ректор и профессор богословских наук Олонецкой духовной семинарии
Член Олонецкой духовной консистории.
12 апреля 1844 года пожалован орден святой Анны II степени. Также имел ордена святой Анны III степени и Святого Владимира IV и III степени.
С декабря 1852 года — архимандрит Троицкого Калязина монастыря (переведен из Архангельского Крестного монастыря).
Умер 6 мая 1865 года в Калязине.